# Das Herz der Schlange
Die Erzählung Das Herz der Schlange von Iwan Jefremow erschien 1959 unter dem lateinischen Titel Cor Serpentis und ab 1964 mit dem russischen Titel Сердце Змеи Serdze Smei.
Sie gehört zum Zyklus Der große Ring. In dieser Erzählung diskutiert Jefremow neben der These, dass alle hochentwickelten Lebensformen auf Grund der allgemeinen Entwicklungsgesetze des Kosmos eine menschenähnliche Gestalt aufweisen müssen, die Möglichkeit einer Lebensform, deren Biochemie auf Fluorwasserstoff basiert. Diese Geschichte fungiert als Bindeglied zwischen den Romanen Der Andromedanebel und Die Stunde des Stiers.

## Handlung
Die acht Mitglieder der Mannschaft des Raumschiffes Tellur sind auf dem Weg zu einem 300 Lichtjahre von der Erde entfernten Kohlenstoffstern, um dort die Entstehung einer Sonne zu studieren. 300 Lichtjahre, dies ist nicht nur ein weiter Weg, sondern bedeutet auch, dass die Kosmonauten erst nach 700 Jahren auf die Erde zurückkehren werden, 700 Jahre, die sie nur wenige Jahre haben altern lassen. Nicht einmal die Urenkel ihrer Freunde und Verwandten werden dann noch am Leben sein. Wie wird sie die zukünftige Erde empfangen? Trotz dieser Überlegungen haben die Kosmonauten keinen Zweifel am Sinn ihres Unternehmens.
Ihr Raumschiff, kleiner als frühere Langstreckenraumschiffe, bietet ausreichend Platz für Sport und Kunst. Hochentwickelte Technik sichert die medizinische Versorgung.
Als die Expedition zur Erde zurückkehren will, empfängt sie den Suchstrahl eines fremden Raumschiffes. In der Zeit zwischen dem ersten Funkkontakt und dem Treffen diskutiert die Mannschaft die alte amerikanische Science-Fiction-Erzählung First Contact von Murray Leinster. In ihr wird eine ähnliche Situation geschildert, doch wie anders ist der Verlauf. In der Erzählung bestimmen Misstrauen und Angst die Begegnung – die Menschen des Großen Rings dagegen träumen schon seit Generationen von den Brüdern im All. Sie haben die feste Überzeugung, dass Zivilisationen, die weit in den Kosmos fliegen, so hoch entwickelt sein müssen, dass sie keine Aggressionen kennen.
Die Raumschiffe begegnen sich und recht schnell kommt es zur Verständigung. Äußerlich gleichen die Außerirdischen Menschen. Doch ihr Organismus basiert auf Fluor, statt auf Sauerstoff. Ein direkter Kontakt ist nicht möglich, die Fremden, die schon seit langem nach gleichartigen Zivilisationen im All suchen, bleiben auch weiterhin allein.
Da empfangen sie den Hilferuf eines anderen Raumschiffes. Schon scheint alles zur Abreise bereit, da hat die Biologin eine Vision. Sie entwirft einen grandiosen Plan – die Umwandlung des Fluor-Stoffwechsels in einen Stoffwechsel auf Sauerstoffgrundlage. Ein Plan, der in tausenden Jahren die Fluormenschen in die Gemeinschaft der galaktischen Völker führen könnte.
Die Raumschiffe trennen sich, das fremde Schiff eilt dem havarierten Raumschiff zu Hilfe, während die Tellur ihren Weg zur Erde fortsetzt…

## Ausgaben
- Das Herz der Schlange. Aus dem Russischen von Hilde Angarowa. Verlag für fremdsprachige Literatur Moskau [1961]
- Das Herz der Schlange. Wissenschaftlich-phantastische Erzählung. Übers. Herbert Berthold. Reihe: Das neue Abenteuer 174f. Neues Leben, Berlin 1960 (2 × 32 S.)
- dass. in Johannes Mittenzwei, Hg.: Phantastische Weltraumfahrten. Neues Leben, Berlin 1961, S. 311–381 (mit Nachwort, Biogr. Anm., Fremdwörter-Erkl., Sach- und Personenverzeichnis zum ganzen Band. Wiss.-techn. Bearb. des Textes & d. Anm. von Siegfried Oberländer)
- dass. in Sowjetliteratur Jg. 20, H. 5, 1968 (S. 3–67; ohne Anmerkungen)
- als Ivan A. Efremov: Begegnung im All. Deutscher Militärverlag, Berlin 1969 (1. – 85. Tsd., mit 79 Seiten)
- Das Herz der Schlange, in Edwin Orthmann, Hg.: Der Diamantenmacher. Wissenschaftlich- phantastische Erzählungen aus aller Welt. Neues Leben, Berlin 1972 (gekürzt)
- dass. in Horst Pukallus, Hg., Das blaue Fenster des Theokrit. Science Fiction-Erzählungen aus Osteuropa. Heyne TB 3618, München 1978 ISBN 3-453-30527-2
- Das Herz der Schlange. Übers.: N. N., in Sputnik Jg. 8, Nr. 7, 1974 (stark gekürzter Auszug; S. 146–173)

## Verwechslungsmöglichkeit
- Film: "Mechte navstrechu" bzw. "Metschte Nawstretschu", in Deutsch "Begegnung im All" (engl. "A Dream Come True", oder "Encounter in Space") Russland, 1963 ImdB-Info